# گارسی رودریگه دمونتالوو
گارسی رودریگه دمونتالوو Garci Rodríguez de Montalvo (به اسپانیایی: ˈɡaɾθi roˈðɾiɣeθ ðe monˈtalβo) حدود ۱۴۵۰ میلادی چشم به جهان گشود و در ۱۵۰۴ میلادی چشم از جان بست. یک نویسنده اسپانیایی در اواخر قرون وسطی بود. مهمترین اثر او ''آمادیس'' است. او از خانوادهٔ اصالتاً یهودی بود که کاتولیک را برگزید.

رودریگه در یکی از آثار خود بنام «Las sergas de Esplandián» جزیره افسانه ای کالیفرنیا (به انگلیسی: Island of California) را اینگونه شرح می‌دهد:

آگاه باشید در هند شرقی (منظور جنوب غربی آسیا که از مستعمرات اسپانیا بوده‌است) جزیره ای به نام کالیفرنیا وجود دارد که بسیار شبیه «بهشت زمینی» (نام یک اثر نقاشی) است. در آنجا زنان سیاه چهره بدون هیچ مردی در میان آنها به شیوهٔ مردمان آمازون زندگی می‌کنند.

این رمان کاشفان آن دوران را به شدت تحت تأثیر قرار داد. یکی از مشهورترین اشتباهات نقشه‌نگاری در تاریخ، در قرن هفدهم و هجدهم علی‌رغم شواهد متضاد از محققان مختلف در بسیاری از نقشه‌ها منتشر شد. توضیح آن در ابتدا اینگونه بود: کالیفرنیا بهشت زمینی مانند باغ عدن یا آتلانتیس.